# Halowe Mistrzostwa Europy w Łucznictwie 1998
6. Halowe Mistrzostwa Europy w Łucznictwie odbyły się w dniach 3 - 8 marca 1998 roku w Oldenburgu w Niemczech.
Polska wywalczyła jeden medal. Wicemistrzynią Europy w łukach klasycznych została Katarzyna Klata.

## Medaliści

### Seniorzy

#### Strzelanie z łuku klasycznego
| Konkurencja:           | Złoto:                                                       | Srebro:                                                       | Brąz:                                                          |
| indywidualnie kobiet   | Deniz Gunay                                                  | Katarzyna Klata                                               | Almudena Gallardo                                              |
| indywidualnie mężczyzn | Lionel Torrés                                                | Matteo Bisiani                                                | Henk Vogels                                                    |
| drużynowo kobiet       | Ukraina · Katerina Palecha · Ołena Sadownicza · Ilona Babicz | Turcja · Deniz Gunay · Elif Altinkaynak · Natalia Nasaridse   | Niemcy · Sandra Sachse · Barbara Mensing · Cornelia Pfohl      |
| drużynowo mężczyzn     | Włochy · Ilario Di Buò · Mario Casavrecchia · Matteo Bisiani | Niemcy · Michael Frankenberg · Alexander Froese · Erich Kloos | Hiszpania · Josep Reche · Antonio Vázquez · J.-A. Amador-Marin |

#### Strzelanie z łuku bloczkowego
| Konkurencja:           | Złoto:                                                       | Srebro:                                                                  | Brąz:                                                         |
| indywidualnie kobiet   | Valérie Fabre                                                | Nichola Simpson                                                          | Sophie Cordier                                                |
| indywidualnie mężczyzn | Dominique Giroud                                             | Michael Peart                                                            | Cedric van Elven                                              |
| drużynowo kobiet       | Francja · Valérie Fabre · Sophie Cordier · Cecilia Ploquin   | Wielka Brytania · Maryann Richardson · Nichola Simpson · Beverley Taylor | Szwajcaria · Sylviane Lambelet · Rita Riedo · Karin Probst    |
| drużynowo mężczyzn     | Szwajcaria · Dominique Giroud · David López · Patrizio Hofer | Dania · Per Knudsen · Tom Henriksen · Niels Baldur                       | Wielka Brytania · Michael Peart · Simon Tarplee · Chris White |

## Klasyfikacja medalowa
| Lp. | Państwo         | Złoto | Srebro | Brąz | Razem |
| 1.  | Francja         | 3     | 0      | 1    | 4     |
| 2.  | Szwajcaria      | 2     | 0      | 1    | 3     |
| 3.  | Turcja          | 1     | 1      | 0    | 2     |
| 3.  | Włochy          | 1     | 1      | 0    | 2     |
| 5.  | Ukraina         | 1     | 0      | 0    | 1     |
| 6.  | Wielka Brytania | 0     | 3      | 1    | 4     |
| 7.  | Niemcy          | 0     | 1      | 1    | 2     |
| 8.  | Dania           | 0     | 1      | 0    | 1     |
| 8.  | Polska          | 0     | 1      | 0    | 1     |
| 10. | Hiszpania       | 0     | 0      | 2    | 2     |
| 11. | Belgia          | 0     | 0      | 1    | 1     |
| 11. | Holandia        | 0     | 0      | 1    | 1     |